# Julien Beke
Julien Camillius Liviuus Beke (ur. 11 lutego 1914 w Gandawie, zm. w styczniu 1992 w Warwickshire) – belgijski zapaśnik walczący w stylu wolnym. Olimpijczyk z Berlina 1936, gdzie zajął siódme miejsce w wadze półśredniej.
Jego brat Maurice wystąpił na tym samym turnieju w kategorii półciężkiej.

## Turniej wBerlinie 1936
| Konkurencja      | Walki               | Walki                | Walki                 | Klas. końcowa |
| Konkurencja      | Przeciwnik I        | Przeciwnik II        | Przeciwnik III        | Miejsce       |
| ---------------- | ------------------- | -------------------- | --------------------- | ------------- |
| 72 kg styl wolny | Frank Lewis (USA) P | Rashid Anwar (IND) Z | Joe Schleimer (CAN) P | 7.            |